# On the Town
On the Town ist das erste Musical des US-amerikanischen Komponisten und Dirigenten Leonard Bernstein. Die Musik ist durchweg im klassisch-jazzigen Stil komponiert. Das Buch und die Liedtexte stammen von Betty Comden und Adolph Green.

Als Grundlage diente das im selben Jahr aufgeführte Ballett Fancy Free von Jerome Robbins, für das ebenfalls Bernstein die Musik komponiert hatte.
Die Uraufführung fand am 28. Dezember 1944 im Adelphi Theatre in New York statt und wurde insgesamt 436-mal dort gezeigt. Regie führte George Abbott, die Choreografie erarbeitete Jerome Robbins; in den Hauptrollen waren u. a. die Autoren Betty Comden und Adolph Green zu sehen.
Im historischen Kontext des Zweiten Weltkrieges sollte Bernsteins Werk als Seemannskomödie leicht unterhalten und trotzdem durch die bissigen Texte von Betty Comden und Adolph Green die in den 1940er Jahren heftig diskutierten Themen der modernen Frau und die Sexualpsychologie von Sigmund Freud zum Inhalt haben.
Die Erstaufführung im Londoner West End fand am 30. Mai 1963 im Prince of Wales Theatre, die deutschsprachige Erstaufführung am 9. September 1977 im Pfalztheater Kaiserslautern statt. Die Übersetzung ins Deutsche dafür kam von Rolf Merz und Gerhard Hagen.

## Inhalt
Drei Matrosen wollen ihren 24-stündigen Landurlaub in New York nutzen, um sich zu amüsieren – Gabey, Chip und Ozzie suchen auf ihrer Tour durch die Stadt Frauen, mit denen sie den Abend verbringen können. Gabey entdeckt in der U-Bahn ein Plakat, worauf die „Miss U-Bahn des Juni“ abgebildet ist, das entzückende Mädchen heißt Ivy Smith und studiert Gesang und Malerei. Für Gabey steht fest, dass er dieses Mädchen finden muss. Am Times Square trennen sich die drei Freunde, um die schöne Unbekannte zu suchen.
Chip wird von der Taxifahrerin Hildy „gefunden“, die den Mann in Uniform in ihre Wohnung abschleppt und bekocht. Der Draufgänger Ozzie wird im Naturkundemuseum von der unterkühlten Anthropologiestudentin Claire als Urbild des Mannes entdeckt, der in ihr Saiten zum Klingen bringt, wie es ihr langweiliger Verlobter, der noble Richter Pitkin Brigework, nie vermochte. Währenddessen findet Gabey, der die Carnegie Hall als Ausgangspunkt seiner Suche bestimmte, Ivy tatsächlich beim Gesangsunterricht bei Madame Dilly. Ivy ist sofort vom Werben des jungen Mannes begeistert, muss sich jedoch das Geld für ihre Gesangsstunden als Bauchtänzerin verdienen. Um sich eine peinliche Erklärung zu ersparen, gibt sie Gabey hochnäsig eine Abfuhr.
Beim Wiedersehen auf dem Times Square präsentieren Chip und Ozzie ihre Herzdamen als Ivy-Doubles, doch auch das kann den enttäuschten Gabey nicht aufmuntern. Die anschließende Nachtclub-Tour, bei der Gabey immer mehr in Trauer verfällt, endet kurz vor Morgengrauen auf Coney Island, wo Gabey in einer leichtbekleideten Tänzerin seine Ivy erkennt. Endlich sind alle Paare glücklich vereint, doch da heißt es am Pier auch schon Abschied nehmen. Während unsere Helden an Bord ihres Schiffes gehen, kommen drei neue energiegeladene Matrosen zu ihrem 24-Stunden-Landgang den Pier heruntergestürmt...

## Verfilmung
On the Town wurde 1949 durch die MGM verfilmt; der deutsche Titel lautet Heut’ gehn wir bummeln. Regie führten Stanley Donen und Gene Kelly, der auch die Choreografie und eine Hauptrolle übernahm. In weiteren Hauptrollen spielten u. a. Frank Sinatra und Vera-Ellen. Die meisten von Leonard Bernstein komponierten Songs wurden im Film durch Titel von Roger Edens und Lennie Hayton ersetzt, die dafür 1950 den Oscar für die beste Filmmusik eines Musikfilms (Best Music: Scoring of a Musical Picture) erhielten.

## „New York, New York“
On the Town ist in Deutschland auch unter dem Bühnentitel New York, New York nach dem gleichnamigen Hauptsong bekannt. Bei diesem Song handelt es sich allerdings nicht um den Welthit Theme from New York, New York (ebenfalls unter dem Titel New York, New York bekannt), der aus Martin Scorseses Film New York, New York von 1977 stammt und von John Kander (Musik) und Fred Ebb (Text) komponiert wurde. Die häufige Verwechselung beider Songs rührt nicht zuletzt daher, dass Frank Sinatra Ersteren in der Verfilmung von On the Town sang und mit Letzterem im Jahre 1980 einen seiner größten Erfolge erzielte. In einer Reihe von Konzerten der frühen 1980er Jahre kombinierte Sinatra auch beide Lieder, indem er zunächst die ersten Zeilen von New York, New York sang, um dann zu Theme from New York, New York überzuleiten.
Zur Unterscheidung: Der Song aus On the Town beginnt mit den Worten „New York, New York, it’s a helluva town / The Bronx is up and the Battery’s down...“. Für die Filmversion wurde das Wort "helluva" abgeändert in "wonderful".  Dagegen lauten die ersten Worte des Kander/Ebb-Titels: „Start spreadin’ the news, I’m leaving today / I want to be a part of it: New York, New York.“